# Bánh xèo

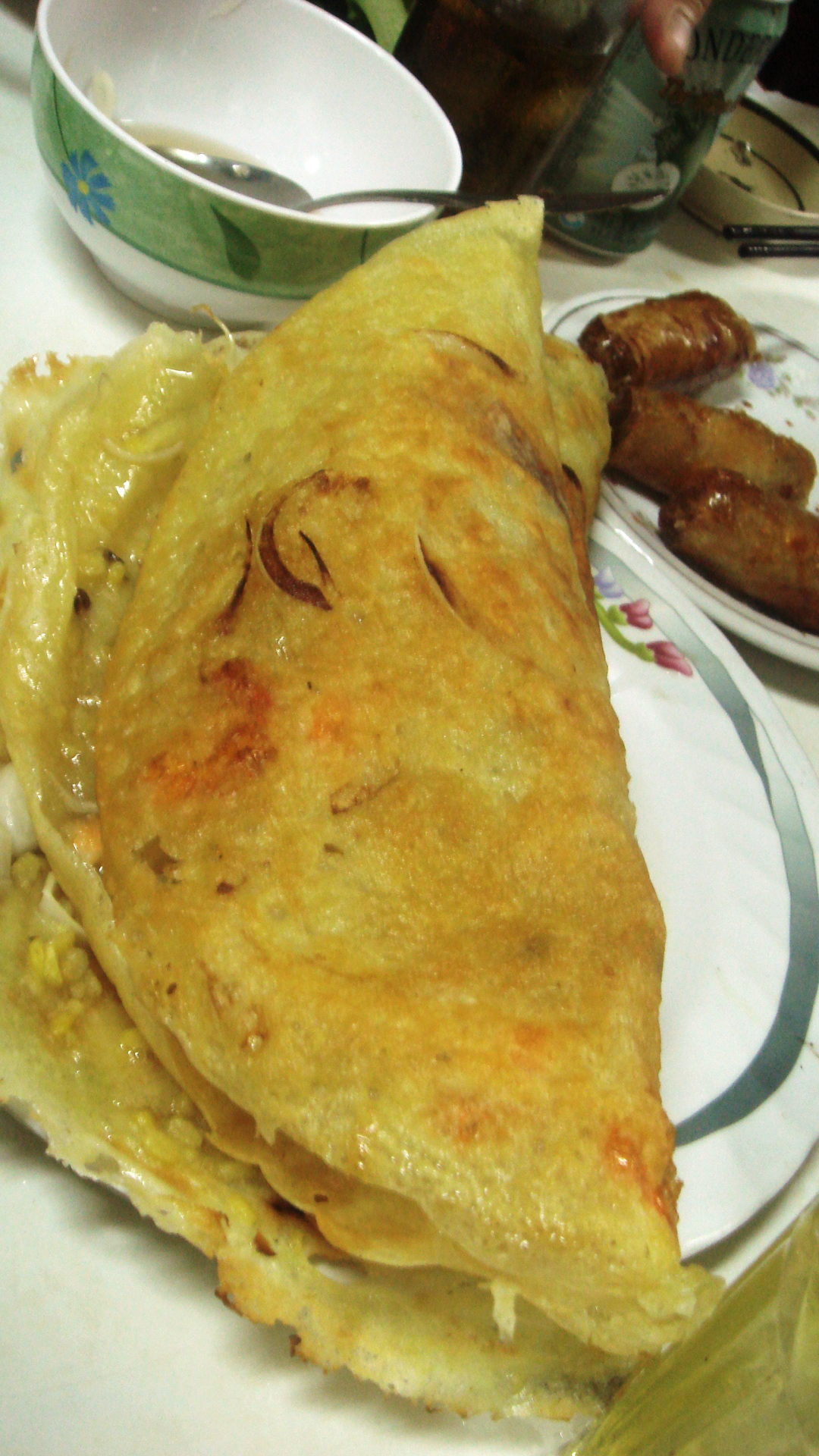
Un bánh xèo en la ciudad de Ho Chi Minh.

El bánh xèo (literalmente ‘pastel chisporroteante’) es un panqueque vietnamita parecido a un crepe hecho de harina de arroz, agua y cúrcuma o leche de coco (en las regiones del sur) relleno con lonchas de cerdo graso, gamba y brotes de judía, que se fríe en sartén. Tradicionalmente se sirve envuelto en una hoja de mostaza o lechuga y relleno con hojas de menta, albahaca u otras hierbas, y se moja en un nước mắm (una salsa de pescado vietnamita rebajada con agua y limón).
El bánh xèo al estilo del sur es mayor que las versiones pequeñas fritas en sartén del centro. Estas se llaman bánh khoái (tortilla rellena) y actualmente son uno de los platos más famosos de la región. Se hace con harina de arroz y se condimenta con comino, friéndose hasta que queda crujiente por los bordes en sartenes sobre fuego de carbón. Se rellena con trocitos de cerdo, huevo, gamba, algunos brotes de soja y judías verdes machacadas, doblándose. Para comerlo se corta con palillos y se envuelve en brotes de mostaza frescos con hojas frescas de hierbas, rodajas de plátano verde e higo verde, y se moja en una salsa especial llamada tuong que consiste en hígado, salsa hoisin y ajo. Las hierbas frescas, que incluyen hojas picantes de comino, ayudan a reducir la grasa procedente de la fritura, al igual que la acidez del plátano y el higo, que también son digestivos.
Otras variantes del bánh xèo son el bánh căng o bánh căn en Nam Trung Bo y el bánh khọt en la provincia de Bà Rịa-Vũng Tàu.
En la gastronomía de Camboya hay un plato parecido llamado banh chiao, que procede del bánh xèo.